# 산엽파라문삼

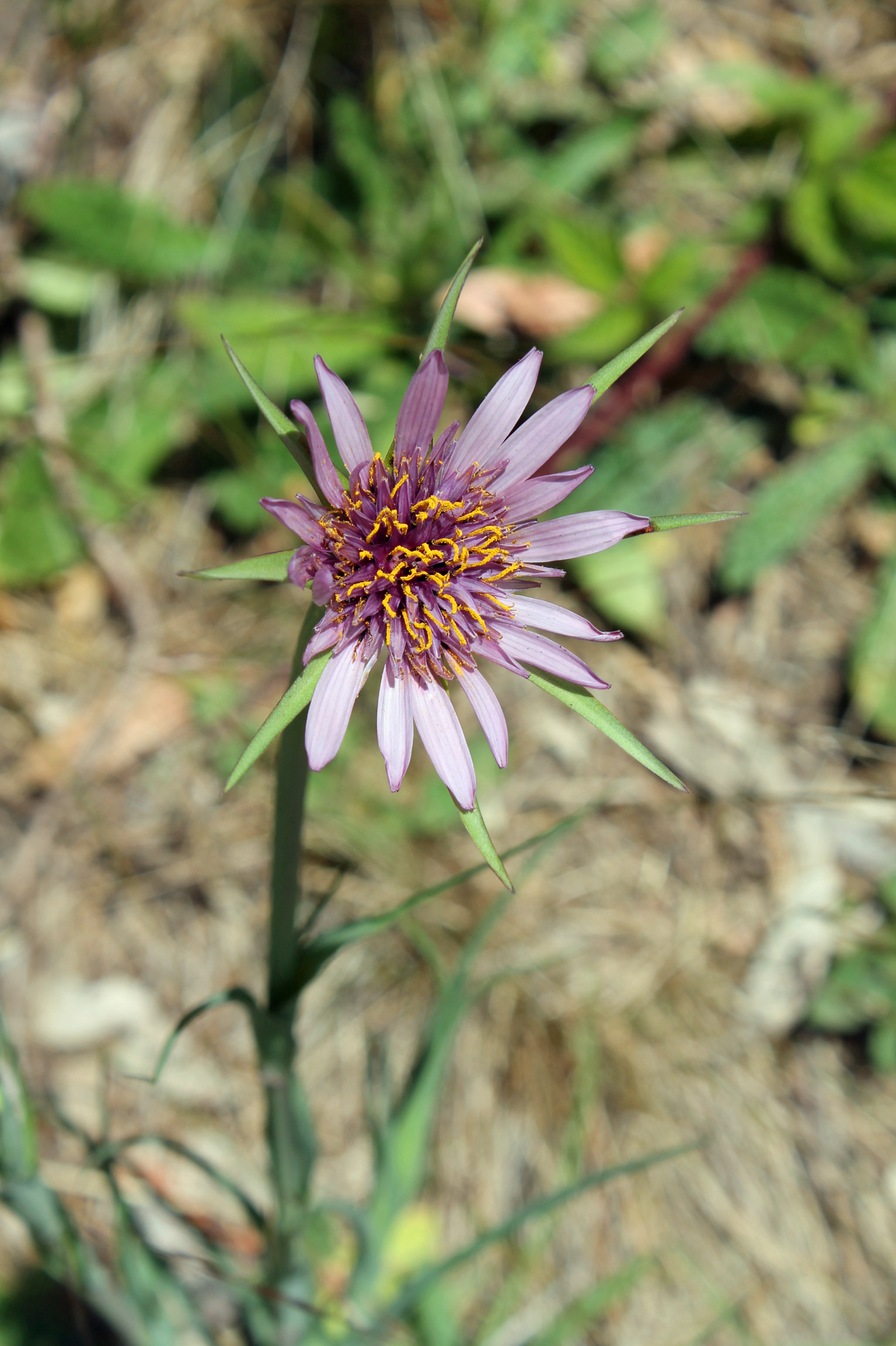

산엽파라문삼(蒜葉婆羅門, Tragopogon porrifolius, purple, common salsify, oyster plant, vegetable oyster, Jerusalem star, Jack go to bed, goatsbeard, salsify)은 장식용 꽃과 식용 뿌리를 위해 경작되는 식물이다. 쇠채아재비속의 잘 알려진 종들 가운데 하나로서 수많은 곳에서 야생으로 자란다.
이 식물은 1.2미터 정도 높이로까지 자란다. 곧은뿌리는 15~30센티미터 길이이며 그 굵기는 2~5센티미터에 달한다.
영국에서 5월~9월 사이 꽃이 피지만 캘리포니아 등의 더 따스한 지역에서는 4월부터 꽃이 피는 것을 볼 수 있다. 꽃머리는 5센티미터 정도 된다.